# Lijst van Social sofa's in België
Onderstaand is een overzicht van Social sofa's in België.
| plaats       | gemeente             | straat              | foto voorkant | foto achterkant | Bijzonderheden |
| ------------ | -------------------- | ------------------- | ------------- | --------------- | -------------- |
| Achterbroek  | Kalmthout            | Achterbroeksteenweg |               |                 |                |
| Achterbroek  | Kalmthout            | Achterstraat        |               |                 |                |
| Achterbroek  | Kalmthout            | Bloemstraat         |               |                 |                |
| Achterbroek  | Kalmthout            | Hilloweg            |               |                 |                |
| Achterbroek  | Kalmthout            | Kalmthoutsesteenweg |               |                 |                |
| Achterbroek  | Kalmthout            | Zandstraat          |               |                 |                |
| Houthalen    | Houthalen-Helchteren | Lindeplein          |               |                 |                |
| Houthalen    | Houthalen-Helchteren | Lindeplein          |               |                 |                |
| Knokke-Heist | Knokke-Heist         | Albertplein         |               |                 |                |
| Knokke-Heist | Knokke-Heist         | Albertplein         |               |                 |                |
| Knokke-Heist | Knokke-Heist         | Bronlaan            |               |                 |                |
| Knokke-Heist | Knokke-Heist         | Canadasquare        |               |                 |                |
| Knokke-Heist | Knokke-Heist         | Canadasquare        |               |                 |                |
| Knokke-Heist | Knokke-Heist         | Duinbergenlaan      |               |                 |                |
| Knokke-Heist | Knokke-Heist         | Dumortierlaan       |               |                 |                |
| Knokke-Heist | Knokke-Heist         | Graaf d’Ursellaan   |               |                 |                |
| Knokke-Heist | Knokke-Heist         | Kraaiennestplein    |               |                 |                |
| Knokke-Heist | Knokke-Heist         | Oosthoekplein       |               |                 |                |
| Knokke-Heist | Knokke-Heist         | Scharpoort          |               |                 |                |
| Knokke-Heist | Knokke-Heist         | Sparrendreef        |               |                 |                |
| Moelingen    | Voeren               | Voerenstraat        |               |                 |                |
| Rutten       | Tongeren             | Ruttermarkt         |               |                 |                |